# 孙昌德
孙昌德，辽宁省营口县人。1963年留学回国后分配在中国科学院地质研究所工作。1966年9月调贵阳地球化学研究所任研究实习员。1967年7月至1977年11月任贵州省革命委员会副主任，是贵州省革命委员会党的核心小组成员。是第四届全国人大代表。1977年3月经中共中央批准，隔离审查。 1982年3月25日因反革命罪被拘留，4月1日逮捕。12月被判处有期徒刑10年，剥夺政治权利3年。